# Цело-Сурригоне
Цело-Сурригоне, Цело-Сурриґоне (італ. Zelo Surrigone) — муніципалітет в Італії, у регіоні Ломбардія, метрополійне місто Мілан.
Цело-Сурригоне розташоване на відстані близько 480 км на північний захід від Рима, 19 км на південний захід від Мілана.
Населення — 1711 осіб (2014).

## Демографія
Населення за роками:

Станом на 31 грудня 2014 року в муніципалітеті офіційно проживало 88 іноземців з 22 країн, серед них 16 громадян країн Євросоюзу та 7 громадян України.

## Сусідні муніципалітети
- Гудо-Вісконті
- Моримондо
- Вермеццо